# Campbell Dodgson
Campbell Dodgson (Crayford, 13 agosto 1867 – Londra, 11 luglio 1948) è stato uno scrittore e storico dell'arte inglese, noto soprattutto come studioso di stampe artistiche e per essere stato Conservatore del Dipartimento stampe e disegni del British Museum.

## Biografia
Lontano partente di Lewis Carroll (al secolo Charles Lutwidge Dodgson), studiò Teologia al New College di Oxford, ma decise in seguito di rinunciare all'ordinazione, probabilmente a causa della sua omosessualità. Amico di Oscar Wilde e del suo partner Alfred Douglas, si sposò nel 1913 con Catharine Spooner, pittrice e figlia di William Archibald Spooner, mentre nel 1929 una sua nipote sposò il pittore e storico dell'arte James Byam Shaw. Era inoltre zio di John Dodgson, anch'egli pittore.

## Carriera ed incarichi
Entrò nel Dipartimento stampe e disegni del British Museum nel 1893, allora guidato da Sidney Colvin, dove assunse come assistente il poeta Laurence Binyon e dove poté specializzarsi nello studio dell'arte tedesca e nord-europea. Nel 1898 fu cofondatore delle pubblicazioni della Dürer Society, mentre nel 1912 succedette a Colvin nel ruolo di Conservatore del Dipartimento. Durante la prima guerra mondiale fu traduttore dall'inglese al tedesco per il Governo; nel frattempo, riuscì a mandare avanti il Dipartimento nonostante l'assenza di gran parte dei dipendenti causata dal conflitto. Nel 1932 gli succedette al Dipartimento proprio Shaw. Grande collezionista di stampe, non avendo eredi donò al Museo la sua raccolta, oltre ad una somma di circa 2000 sterline per l'acquisto di un Ritratto di donna tirolese di Albrecht Dürer.

## Principali pubblicazioni
Oltre ad alcuni contributi al Dictionary of National Biography, ai periodici The Print Collector's Quarterly e The Burlington Magazine, fu il principale traduttore dal tedesco del popolarissimo Künstlermonographien edito da Velhagen & Klasing.
Tuttavia, l'opera che lo rese più celebre e lo affermò come uno dei più competenti studiosi del settore fu Catalogue of early German and Flemish woodcuts preserved in the Department of Prints and Drawings in the British Museum, Londra (1903), in due volumi.
Dal 1936 al 1938 fu autore dei saggi introduttivi ai volumi annuali di Fine prints of the year.
Altre sue pubblicazioni furono:
- The etchings of Charles Meryon, Londra, The Studio, 1921.
- The etchings of James McNeill Whistler, Londra, The Studio, 1922.

## Onorificenze
Dodgson fu insignito di alcune importanti onorificenze, sia britanniche che straniere: venne infatti nominato Commander dell'Ordine dell'Impero Britannico, Officer della Legion d'onore francese e Commandeur dell'Ordine della Corona belga.